# Музей-квартира Валентина Плучека
Музе́й-кварти́ра Валенти́на Плу́чека  — мемориальный музей режиссёра Валентина Плучека в Москве, открытый в 2009 году. Является филиалом Государственного центрального театрального музея имени Бахрушина.

## Описание
История квартиры

Валентин Плучек, конец XX века

Музей-квартира Валентина Плучека находится в доме № 2/6 на Большой Бронной улице. В этом здании в разное время также проживали артист цирка Юрий Никулин, пианист Святослав Рихтер, актёры Борис Андреев и Ростислав Плятт, актриса Руфина Нифонтова. В гости к Плучеку неоднократно приходили режиссёр Питер Брук, поэт Луи Арагон и писательница Эльза Триоле. Музей был открыт 15 октября 2009 года к столетию со дня рождения режиссёра. На церемонии открытия присутствовали сотрудники Театра сатиры, в котором работал Плучек: Мамедали Агаев, Александр Ширвиндт, Вера Васильева, Зоя Зелинская, Юрий Васильев и другие деятели культуры. Квартира была преобразована в музей благодаря его жене Зинаиде Дмитриевне Плучек и его другу театроведу Борису Поюровскому. В 2010 году в честь Валентина Плучека на доме установили мемориальную доску.
Экспозиция музея
В музее сохранена прижизненная обстановка хозяина квартиры, в которой он прожил 30 лет — с 1970 по 2002 год. Экспозиция состоит из произведений живописи и графики, среди которых картины Александра Тышлера, Роберта Фалька, Марка Шагала, Надежды Леже, композиции Пабло Пикассо на библейские темы, переданные художником после постановки Театра сатиры «Клоп» в Париже. Мемориальная часть представлена афишами и реквизитами спектаклей: эскиз Валерия Левенталя к «Вишнёвому саду», костюм Андрея Миронова из «Фигаро», мундир Анатолия Папанова в роли Городничего, макеты к спектаклям «Баня» и «Ревизор», эскизы к «Мистерии-Буфф». В квартире хранятся старинная мебель, хрустальные люстры, фарфор, собрание литературы по театральному и изобразительному искусству, а также видеоматериалы и фотоальбомы, знакомящие с творчеством Плучека. Комнаты украшают фотографии его друзей и коллег: Всеволода Мейрхольда, Зинаиды Райх, Алексея Арбузова, Исидора Штока и других.

## Мероприятия
В квартире проходят выставки, театральные и поэтические вечера. В 2016-м в музее читал лекцию итальянский филолог Джузеппе Фучиле о творчестве писателя Александра Малышкина. В том же году прошла выставка, посвящённая народному артисту РСФСР Андрею Миронову. На ней были представлены фотографии, афиши, материалы к спектаклям и сценические костюмы. В 2017-м состоялась лекция о французском авангарде в живописи первой половины XX века, а также творческие встречи, посвящённые Пьеру Бомарше, Спартаку Мишулину и Александру Пушкину.